# Achillobator
Achillobator ("Ahilejev ratnik/heroj") je rod teropoda dromeosaurida iz razdoblja kasne krede, prije oko 90 milijuna godina, nastanjivao je današnju Mongoliju. Vjerojatno je bio aktivan dvonožni grabežljivac koji je lovio uz pomoć velike pandže u obliku srpa na drugom prstu zadnjih udova. Bio je velik dromeosaurid: holotipni i jedini poznati primjerak Achillobatora dug je 5 metara.
Naziv roda dolazi od Ahileja, poznatog grčkog junaka u Trojanskom ratu, a mongolska riječ bator znači "ratnik" ili "heroj". Naziv roda odnosi se na veliku Ahilovu tetivu (ili petnu tetivu) potrebnu za pokretanje velike pandže na prstu, glavnog oružja dromeosaurida. Jedina do sada poznata vrsta nazvana je A. giganticus zato što je mnogo veća od većine ostalih dromeosaurida.

## Otkriće i vrste
Fosilni ostaci Achillobatora prvi su put otkriveni tijekom ruske ekspedicije u Mongoliju 1989. godine, ali nisu bili opisani i imenovani sve do 1999. godine, od strane mongolskog paleontologa Altangerela Perlea i Amerikanaca Marka Norella i Jima Clarka, ali opis nije bio dovršen i u biti je bio objavljen bez znanja zadnja dva autora.
Kosti Achillobatora pronađene su uglavnom razbacane, ali spojene, uključujući i dio gornje čeljusti sa zubima, kao i kralješke iz svakog dijela kralježnice, rebra, kosti ramena, zdjelicu, prednje i zadnje udove. Ovi ostaci pronađeni su u formaciji Bayan Shireh u pokrajini Dornogovi, i pripadaju razdoblju kasne krede. Točna starost nije točno određena, ali postoje dvije hipoteze; na temelju usporedbe s ostalim formacijama, fauna Bayan Shireha čini se da potječe iz razdoblja između 93 i 80 milijuna godina prije današnjice. Mjerenja magnetostratigrafije formacije izgleda da potvrđuju da cijeli Bayan Shireh potječe iz razdoblja između 98 i 83 milijuna godina. Drugi dinosauri pronađeni u ovoj formaciji su Alectrosaurus, Segnosaurus, Talarurus i Bactrosaurus.

## Klasifikacija
Achillobator je vjerojatno pripadao dromeosauridima, grupi dinosaura vrlo bliskih pticama. Dok su veze između dromeosaurida i drugih teropoda (uključujući i ptice) relativno dobro shvaćene, filogenija u porodičnom stablu nije. Najnovije analize pokazuju da je Achillobator vjerojatno pripadnik potporodice Dromaeosaurinae i time najsrodniji sjevernoameričkim vrstama kao što su Utahraptor i Dromaeosaurus. Deinonychus i Velociraptor su također dromeosauridi, ali izgleda da predstavljaju drugu granu porodičnog stabla.

## Hipoteza himere
Zdjelica Achillobatora izgleda da pokazuje primitivne osobine Saurischia kada se usporedi s ostalim dromeosauridima. Na primjer, preponska kost je okomito poravnata i ima veliko proširenje na kraju, a kod većine drugih dromeosaurida proširenje je manje i preponska kost je usmjerena prema nazad u istom smjeru kao i sjedna kost.
Gore navedene razlike dovele su do razmišljanja da Achillobator predstavlja paleontološku himeru. Međutim, druga itraživanja pokušala su to opovrgnuti, naglasivši da su mnogi dijelovi fosila bili pronađeni poluuzglobljeni, kao i to da se Achillobator u kladističkim analizama uvijek svrstava kao dromeosaurid, unatoč neobičnim osobinama.

## Vanjske poveznice
- Achillobator na Dinodata, pristupljeno 11. lipnja 2014.
- Achillobator u Dino Directory, pristupljeno 11. lipnja 2014.